# Anse de Baille-Argent
L'anse de Baille-Argent est une baie de Guadeloupe situé au lieu-dit Baille-Argent sur la commune de Pointe-Noire.

## Géographie
L'anse est située au nord du hameau de Baille-Argent et de son port et au sud de la pointe Marine et de la plage de Petite Anse.
La rivière de Baille-Argent et la ravine Figuier s'y jettent.

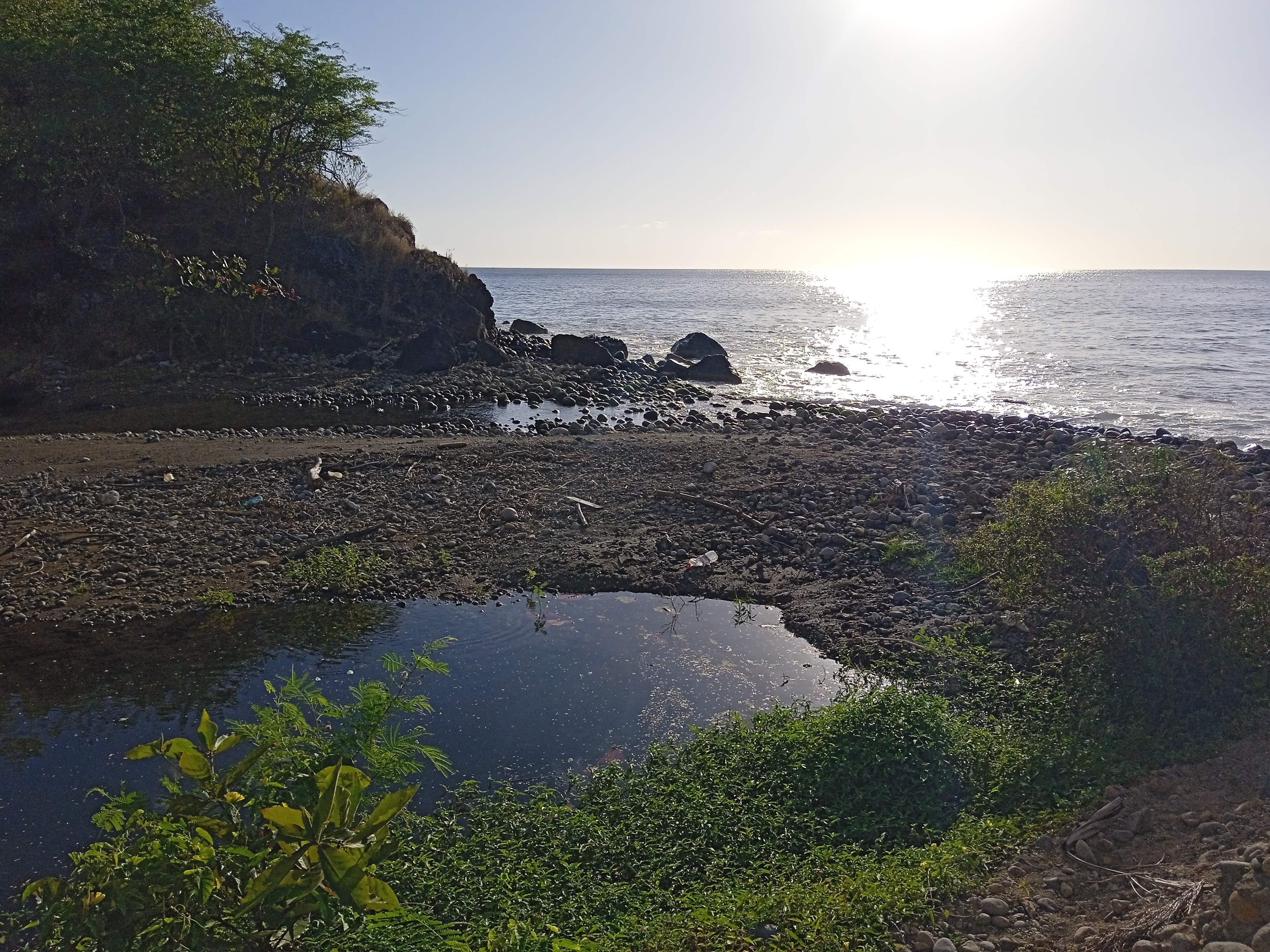
Embouchure de la rivière de Baille-Argent à Baille-Argent.
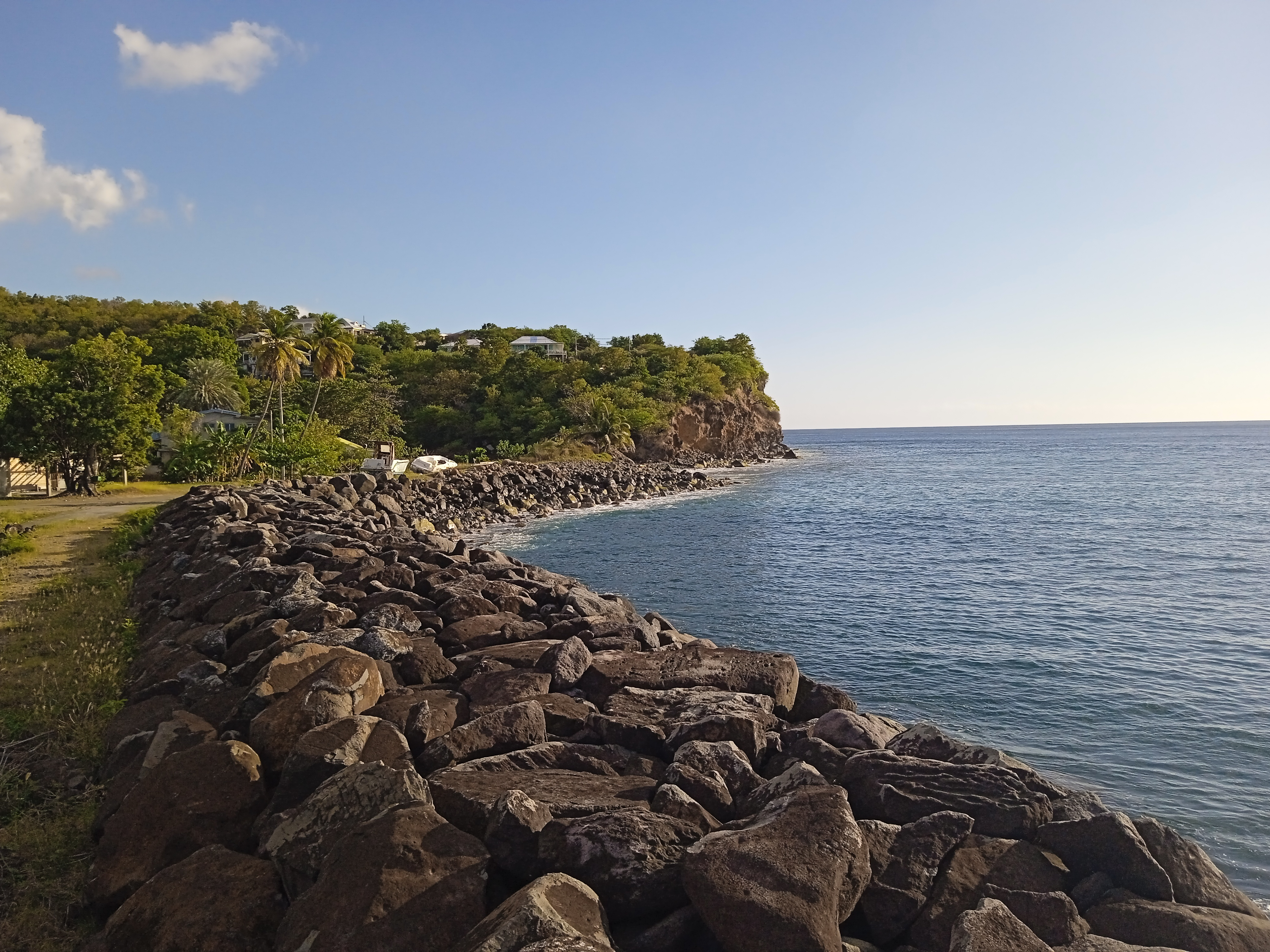
Digue de Baille-Argent.
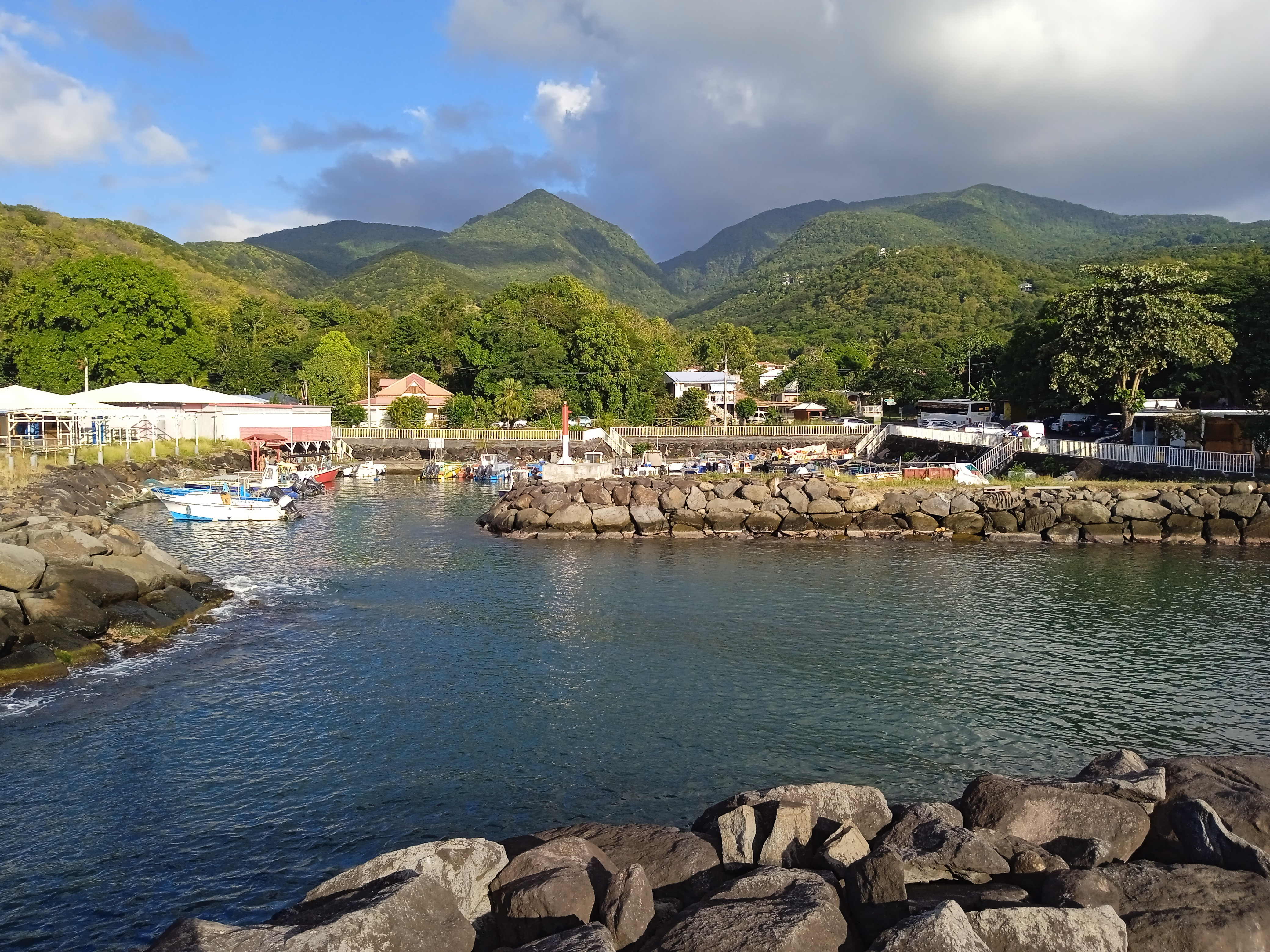
Le port de Baille-Argent.